# General Dynamics Electric Boat
General Dynamics Electric Boat (GDEB) es una subsidiaria de General Dynamics Corporation. Ha sido el principal constructor de submarinos para la Marina de los Estados Unidos desde inicios del siglo XX. La mayoría de los submarinos de propulsión nuclear de los Estados Unidos se han construido allí. Las instalaciones principales de la compañía son un astillero en Groton, Connecticut, una instalación de fabricación y equipamiento de cascos en Quonset Point, Rhode Island, y una instalación de diseño e ingeniería en New London, Connecticut.

## Historia
La empresa Electric Boat Company fue fundada en 1899 por Isaac Rice con la finalidad de construir un submarino diseñado por John Philip Holland. El desarrollo del submarino se llevó a cabo en el astillero Crescent del arquitecto naval Lewis Nixon, en Elizabeth, Nueva Jersey. El primer submarino construido en este astillero fue el Holland VI, que pasó a la historia como el USS Holland. Fue el primer submarino en entrar en servicio el 11 de abril de 1900.
El diseño del submarino de John Holland interesó en las flotas de muchos otros países. Y creó una demanda de modelos posteriores (clase A o clase Plunger) Entre los países que adquirieron una licencia para la construcción de embarcaciones de Electric Boat Company se encuentran la Armada Real del Reino Unido, la Armada Imperial Japonesa, la Armada Imperial Rusa y la Armada Real de los Países Bajos. 
En 1913, Electric Boat estaba al borde de la bancarrota, a pesar de que la Marina de los Estados Unidos ordenó 25 submarinos. El drama del Lusitania, un transatlántico británico hundido por un submarino alemán en 1915, revirtió la situación. De repente, se recibieron pedidos: 20 submarinos para el Reino Unido, 12 para el Imperio ruso, 8 para el Reino de Italia. La Marina de los Estados Unidos ordenó a 88 de ellos, sin mencionar la revisión de otros 30 en el astillero de Groton. Durante la Primera Guerra Mundial, la compañía y sus subsidiarias (especialmente Elco ) construyeron 85 submarinos a través de subcontratistas y 722 cazasubmarinos para la Marina de los EE. UU., y 580 lanchas motoras de 80 pies para la Royal Navy británica.
De 1907 a 1925 Electric Boat diseñó submarinos para la Armada y subcontrató su construcción al Astillero Fore River en Quincy, Massachusetts. Durante esta era construyó submarinos de las clases B, C, D, E, K, L, M, R y S.

## Entreguerras
Pero después de la Primera Guerra Mundial, Electric Boat no recibió ninguna orden de la Marina de los Estados Unidos hasta 1931. Mientras tanto, el astillero construyó remolcadores, arrastreros, transbordadores y yates. En 1934, SS Cuttlefish (SS-171), fue el primer submarino construido en la planta de Electric Boat en Groton, Connecticut. Era un submarino de casco soldado, una innovación importante y la Marina de los EE. UU. realizó un pedido inicial de 3 de estos submarinos por año. Al visitar el astillero en agosto de 1940, el presidente Roosevelt habló de la construcción de 12 submarinos por año.
Desde entonces, Groton, ha sido su principal instalación de construcción de submarinos. Antes de la Segunda Guerra Mundial fue el astillero principal de varias clases de submarinos: Perch, Salmon, Sargo, Tambor, Gar, Mackerel y Gato.
A principios de la década de 1930, Electric Boat fue uno de los dos principales constructores de submarinos, el otro fue el Astillero Naval de Portsmouth, hasta fines de la década de 1950. Los otros tres astilleros (Manitowoc, Mare Island y Cramp) produjeron submarinos solo durante la Segunda Guerra Mundial.

## Segunda Guerra Mundial
Durante la Segunda Guerra Mundial, entre el 7 de diciembre de 1941 y el 2 de septiembre de 1945, la compañía construyó, en Groton, 74 submarinos, mientras que su filial, Elco, construyó cerca de 400 PT Boats.
Groton, se convirtió en el primer centro de construcción de submarinos en los Estados Unidos. Estas embarcaciones eran submarinos de ataque de dos tipos:
- 41 submarinos clase Gato, entregados desde diciembre de 1941 hasta abril de 1944  ;
- 33 submarinos clase Balao, entregados desde enero de 1944 hasta el final de la guerra.

El número de submarinos entregados por el astillero de Groton a la Armada de los Estados Unidos por año es el siguiente:
- 1941  : 1 submarino clase Gato
- 1942  : 15 submarinos clase Gato
- 1943  : 21 submarinos clase Gato
- 1944  : 4 submarinos clase Gato y 23 submarinos clase Balao
- 1945  : 10 submarinos clase Gato.

A estos submarinos se les atribuyó el 39% del tonelaje total de barcos japoneses hundidos durante la guerra, es decir, 1.178 buques mercantes y 214 buques de guerra. Los submarinos construidos en Groton se vendieron al precio más bajo de todos los astilleros estadounidenses ($ 2,765,000 cada uno). Por otro lado, los retrasos fueron más largos: 14 meses en Groton contra 10 en el Astillero Naval de Portsmouth .
Electric Boat también supervisó la construcción de submarinos por la Manitowoc Shipbuilding Company, establecida en la costa oeste del lago Míchigan, que entregó 28 barcos a la Marina de los EE. UU. antes de finalizar la guerra.
Electric Boat ocupó el puesto 77 entre las empresas de los Estados Unidos en el valor de los contratos de producción militar de la Segunda Guerra Mundial.

## Guerra Fría
Después de la rendición japonesa, la Marina de los EE. UU. canceló los pedidos de 36 submarinos, lo que nuevamente sumió a Electric Boat en serios problemas. La fuerza laboral de Groton pasó de 13.000 a 4.000 empleados. La compañía diversificó sus actividades y fue responsable de la reparación o transformación de los buques militares de la Segunda Guerra Mundial.
En 1950, Electric Boat se embarcó en la construcción del primer submarino naval de propulsión nuclear, el USS  Nautilus, que se botó en 1954.
En 1952, John Jay Hopkins reorganizó Electric Boat bajo el nombre de General Dynamics Corporation. Al año siguiente, 1953, adquirió Convair, y el holding asumió el nombre de "General Dynamics", mientras que la rama de construcción de submarinos volvió al nombre de Electric Boat.
Durante los años siguientes, el astillero Groton continuó innovando en el diseño y construcción de submarinos nucleares. Electric Boat diseñó quince de las dieciocho clases de submarinos nucleares en los Estados Unidos, incluidos los lanzadores de misiles balísticos. El USS  George Washington  (SSBN-598) fue el primero de estos submarinos en 1960. También construye el submarino nuclear más pequeño del mundo, el NR-1. Los submarinos de las clases Ohio, Los Ángeles, Seawolf y Virginia también fueron construidos por Electric Boat
Esto garantizó una gran solidez financiera para Electric Boat y le permitió realizar considerables inversiones en este sitio. El astillero Groton empleó a 12.500 personas en 1973.

### Sobrecostes
En 1977, la Marina de los Estados Unidos culpó públicamente a Electric Boat por la mala calidad del trabajo y los excesos de costos en los 18 submarinos de clase Los Ángeles. Luego, el litigio enfrentó a la compañía contra el Departamento de Defensa de los Estados Unidos para determinar quién asumiría los costos adicionales. Esta pregunta finalmente se resolvió, pero General Dynamics se dio cuenta de que parte de sus problemas en Groton provenían de la baja productividad, seriamente comprometida por el absentismo y una tasa muy alta de rotación de personal, y la mala gestión de inventarios. En octubre de 1977, Takis Veliotis, quien dirigió el astillero Quincy, fue transferido a Groton y logró en unos meses restaurar la disciplina, la eficiencia y la situación financiera de Electric Boat.

### Ocultación de defectos en soldaduras estructurales
A principios de la década de 1980,  se descubrió que defectos de soldadura estructural habían sido ocultados mediante registros de inspección falsificados. Como consecuencia de esto se produjeron retrasos y aumentos de gastos significativos en la entrega de varios submarinos que se construían en el astillero de Electric Boat. En algunos casos, las reparaciones requirieron prácticamente el desmantelamiento y posterior reconstrucción de lo que había sido un submarino casi terminado. El astillero trató de pasar los excesos de costos directamente a la Armada, mientras que el almirante Hyman G. Rickover exigió al gerente general de Electric Boat, Takis Veliotis, que el astillero se hiciera cargo de su responsabilidad por su mano de obra de "mala calidad".
La Armada finalmente acordó con General Dynamics en 1981, pagar $ 634 millones de los $ 843 millones de dólares reclamaciones en  sobrecoste y reconstrucción en submarinos de la clase Los Ángeles. Pero, la Marina también era la aseguradora del astillero, responsable de compensar a la compañía por las pérdidas y otros percances. El concepto de reembolsar a General Dynamics en estas condiciones se consideró inicialmente "absurdo", en palabras del Secretario de la Marina John Lehman, pero la base legal eventual de las reclamaciones de reembolso de General Dynamics a la Marina por la mala mano de obra de la compañía incluía una compensación del seguro. Veliotis fue acusado posteriormente por un gran jurado federal de las acusaciones de fraude y chantaje sistematizado en 1983 por exigir $ 1.3 millones en sobornos a un subcontratista. Escapó al exilio y a una vida de lujo en su Grecia natal, donde permaneció prófugo de la justicia estadounidense.

## Situación después de la Guerra Fría
En 1989, Electric Boat comenzó a construir un tipo de submarino de ataque completamente nuevo, la clase Seawolf.
Pero la reducción en el gasto militar hizo que la Marina de los Estados Unidos revisara sus planes. Para 1999, la fuerza laboral en el astillero había bajado a 9,500.
Electric Boat revisa y realiza trabajos de reparación en submarinos de ataque. La compañía construyó los submarinos de misiles balísticos de la clase Ohio y los submarinos de la clase Seawolf, así como otros. En abril de 2014, Electric Boat firmó un contrato de $ 17.8 mil millones con el Naval Sea Systems Command para diez submarinos de ataque de la Clase Virginia del Bloque IV . Es el contrato de construcción naval más grande en la historia del servicio. La compañía construye el submarino junto con Huntington Ingalls Industries Newport News Shipbuilding. Los Virginia del bloque IV costará menos que el Bloque III, ya que Electric Boat redujo el costo de los submarinos al aumentar la eficiencia en el proceso de construcción. Los submarinos de este tipo se basarán en las mejoras para lograr que los barcos estén menos tiempo en el astillero. En 2019 Electric Boat firmó otro contrato con el Naval Sea Systems Command para comenzar a adquirir materiales para la variante del Bloque V de la Clase Virginia. Esta actualización trae el módulo de carga útil de Virginia, que permite que el submarino transporte misiles Tomahawk.
Desde 2004, los submarinos clase Virginia se han construido en el astillero .
Para cumplir con los requisitos del siglo XXI, Electric Boat ha puesto en marcha la construcción de un nuevo tipo de submarino de ataque, la clase Virginia, en colaboración con el astillero de Newport News Shipbuilding en Virginia. Encargado en 2014, el primer submarino estadounidense diseñado por computadora con el software  CATIA de Dassault Systèmes.
El astillero de Groton emplea a 7.500 personas, la mayoría de las cuales estaban altamente calificadas, entre las cuales hay más ingenieros y diseñadores que operarios. Otras 2.000 personas están empleadas en el sitio de Quonset Point. El número total de empleados en la compañía es de 10,500.

## Submarinos construidos

### ClaseCachalot
| Nombre     | Numeral | Tipo             | Entrada en servicio | Situación                                    |
| ---------- | ------- | ---------------- | ------------------- | -------------------------------------------- |
| Cuttlefish | SS-171  | diésel-eléctrico | 8 de junio de 1934  | Vendido para desguace, 12 de febrero de 1947 |

### ClasePorpoise
| Nombre   | Numeral | Tipo             | Entrada en servicio     | Situación                                                                                         |
| -------- | ------- | ---------------- | ----------------------- | ------------------------------------------------------------------------------------------------- |
| Shark    | SS-174  | diésel-eléctrico | 25 de enero de 1936     | Probablemente hundido por el destructor japonés Yamakaze al este de Manado, 11 de febrero de 1942 |
| Tarpon   | SS-175  | diésel-eléctrico | 12 de marzo de 1936     | Vendido para desguace, 8 de junio de 1957; se perdió en Cabo Hatteras, 26 de agosto de 1957       |
| Perch    | SS-176  | diésel-eléctrico | 19 de noviembre de 1936 | Hundido en el mar de Java el 3 de marzo de 1942 después de ser dañado por destructores japonese   |
| Pickerel | SS-177  | diésel-eléctrico | 26 de enero de 1937     | Hundido por un barco japonés al norte de Honshū el 3 de abril de 1943                             |
| Permit   | SS-178  | diésel-eléctrico | 17 de marzo de 1937     | Vendido para desguace, 28 de junio de 1958                                                        |

### ClaseSalmon
| Nombre   | Numeral | Tipo                                           | Entrada en servicio | Situación |
| -------- | ------- | ---------------------------------------------- | ------------------- | --- |
| Salmon   | SS-182  | compuesta diésel-hidráulico y diésel-eléctrico | 15 de marzo de 1938 | Pérdida constructiva debida a daños de batalla; desguazado, 1946 |
| Seal     | SS-183  | compuesta diésel-hidráulico y diésel-eléctrico | 30 de abril de 1938 | Vendido para desguace, 6 de mayo de 1957 |
| Skipjack | SS-184  | compuesta diésel-hidráulico y diésel-eléctrico | 30 de junio de 1938 | Hundido en la prueba de la bomba atómica durante la Operación Crossroads, 25 de julio de 1946; reflotado el 2 de septiembre de 1946; hundido como blanco al sur de California, 11 de agosto de 1948 |

### ClaseSargo
| Nombre    | Numeral | Tipo                                           | Entrada en servicio     | Situación |
| --------- | ------- | ---------------------------------------------- | ----------------------- | --- |
| Sargo     | SS-188  | compuesta diésel-hidráulico y diésel-eléctrico | 7 de febrero de 1939    | Vendido para desguace, 19 de mayo de 1947                                                                          |
| Saury     | SS-189  | compuesta diésel-hidráulico y diésel-eléctrico | 3 de abril de 1939      | Vendido para desguace, 19 de mayo de 1947                                                                          |
| Spearfish | SS-190  | compuesta diésel-hidráulico y diésel-eléctrico | 19 de julio de 1939     | Vendido para desguace, 19 de mayo de 1947                                                                          |
| Seadragon | SS-194  | diésel-eléctrico                               | 23 de octubre de 1939   | Vendido para desguace, 2 de julio de 1948                                                                          |
| Sealion   | SS-195  | diésel-eléctrico                               | 27 de noviembre de 1939 | Hundido en Cavite el 25 de diciembre de 1941 después de se dañado por aviones japoneses el 10 de diciembre de 1941 |

### ClaseTambor
| Nombre   | Numeral | Tipo             | Entrada en servicio  | Situación                                                                                        |
| -------- | ------- | ---------------- | -------------------- | ------------------------------------------------------------------------------------------------ |
| Tambor   | SS-198  | diésel-eléctrico | 3 de junio de 1940   | Vendido para desguace, 5 de diciembre de 1959                                                    |
| Tautog   | SS-199  | diésel-eléctrico | 3 de julio de 1940   | Vendido para desguace, 1 de julio de 1960                                                        |
| Thresher | SS-200  | diésel-eléctrico | 27 de agosto de 1940 | Vendido para desguace, 18 de marzo de 1948                                                       |
| Gar      | SS-206  | diésel-eléctrico | 14 de abril de 1941  | Vendido para desguace, 11 de diciembre de 1959                                                   |
| Grampus  | SS-207  | diésel-eléctrico | 23 de mayo de 1941   | Posiblemente hundido por un destructor japonés en el estrecho de Blackett, el 5 de marzo de 1943 |
| Grayback | SS-208  | diésel-eléctrico | 30 de junio de 1941  | Hundido por un avión japonés al sur de Okinawa, el 27 de febrero de 1944                         |

### ClaseMackerel
| Nombre   | Numeral | Tipo             | Entrada en servicio | Situación                                  |
| -------- | ------- | ---------------- | ------------------- | ------------------------------------------ |
| Mackerel | SS-204  | diésel-eléctrico | 31 de marzo de 1941 | Vendido para desguace, 24 de abril de 1947 |

### ClaseGato
| Nombre      | Numeral | Tipo             | Entrada en servicio      | Situación                                                                                         |
| ----------- | ------- | ---------------- | ------------------------ | ------------------------------------------------------------------------------------------------- |
| Gato        | SS-212  | diésel-eléctrico | 31 de diciembre de 1941  | Vendido para desguace, 25 de julio de 1960                                                        |
| Greenling   | SS-213  | diésel-eléctrico | 21 de enero de 1942      | Vendido para desguace, 21 de junio de 1960                                                        |
| Grouper     | SS-214  | diésel-eléctrico | 12 de febrero de 1942    | Vendido para desguace, 11 de agosto de 1970                                                       |
| Growler     | SS-215  | diésel-eléctrico | 20 de marzo de 1942      | Hundido por barcos japoneses al oeste de las Filipinas, 8 de noviembre de 1944                    |
| Grunion     | SS-216  | diésel-eléctrico | 11 de abril de 1942      | Hundido en Kiska alrededor del 30 de julio de 1942, causa desconocida                             |
| Guardfish   | SS-217  | diésel-eléctrico | 8 de mayo de 1942        | Hundido como blanco Block Island, 10 de octubre de 1961                                           |
| Albacore    | SS-218  | diésel-eléctrico | 1 de junio de 1942       | Probablemente hundido por una mina al norte de Hokkaidō, 7 de noviembre de 1944                   |
| Amberjack   | SS-219  | diésel-eléctrico | 19 de junio de 1942      | Hundido por el buque torpedero japonés Hiyodori y el SC-18 en Rabaul, 16 de febrero de 1943       |
| Barb        | SS-220  | diésel-eléctrico | 8 de julio de 1942       | Transferido a Italia el 13 de diciembre de 1954                                                   |
| Blackfish   | SS-221  | diésel-eléctrico | 22 de julio de 1942      | Vendido para desguace on 4 de mayo de 1959                                                        |
| Bluefish    | SS-222  | diésel-eléctrico | 24 de mayo de 1943       | Vendido para desguace, 8 de junio de 1960                                                         |
| Bonefish    | SS-223  | diésel-eléctrico | 31 de mayo de 1943       | Hundido por buques japoneses en Toyama Wan, Honshū, 18 de junio de 1945                           |
| Cod         | SS-224  | diésel-eléctrico | 21 de junio de 1943      | Barco museo a Cleveland, Ohio desde el 25 de enero de 1975                                        |
| Cero        | SS-225  | diésel-eléctrico | 4 de julio de 1943       | Vendido para desguace, de octubre de 1970                                                         |
| Corvina     | SS-226  | diésel-eléctrico | 6 de agosto de 1943      | Hundido por el submarino japonés I-176 al sur del Lagoon de Truk, 16 de noviembre de 1943         |
| Darter      | SS-227  | diésel-eléctrico | 7 de septiembre de 1943  | Embarrancado en el estrecho de Palawan y barrenado el 24 de octubre de 1944                       |
| Angler      | SS-240  | diésel-eléctrico | 1 de octubre de 1943     | Vendido para desguace, 1 de febrero de 1974                                                       |
| Bashaw      | SS-241  | diésel-eléctrico | 25 de octubre de 1943    | Vendido para desguace, 1 de julio de 1972                                                         |
| Bluegill    | SS-242  | diésel-eléctrico | 11 de noviembre de 1943  | Barrenado como entrenamiento en Hawaii, 3 de diciembre de 1970                                    |
| Bream       | SS-243  | diésel-eléctrico | 24 de enero de 1944      | Hundido como blanco en California, 7 de noviembre de 1969                                         |
| Cavalla     | SS-244  | diésel-eléctrico | 29 de febrero de 1944    | Barco museo a Galveston, Texas el 21 de enero de 1971                                             |
| Cobia       | SS-245  | diésel-eléctrico | 29 de marzo de 1944      | Memorial a Manitowoc, Wisconsin, 17 de agosto de 1970                                             |
| Croaker     | SS-246  | diésel-eléctrico | 21 de abril de 1944      | Barco museo a Groton, Connecticut el 27 de junio de 1976                                          |
| Dace        | SS-247  | diésel-eléctrico | 23 de julio de 1943      | Convertido en GUPPY IB y transferido a Italia, 31 de enero de 1955                                |
| Dorado      | SS-248  | diésel-eléctrico | 28 de agosto de 1943     | Hundido en Panama el 12 de octubre de 1943                                                        |
| Flasher     | SS-249  | diésel-eléctrico | 25 de septiembre de 1943 | Vendido para desguace 8 de junio de 1963, la torre de mando es un memorial en Groton, Connecticut |
| Flier       | SS-250  | diésel-eléctrico | 18 de octubre de 1943    | Hundido por una mina en el Estrecho de Balabac, 13 de agosto de 1944                              |
| Flounder    | SS-251  | diésel-eléctrico | 29 de noviembre de 1943  | Retirado el 2 de febrero de 1960                                                                  |
| Gabilan     | SS-252  | diésel-eléctrico | 28 de diciembre de 1943  | Vendido para desguace, 11 de enero de 1960                                                        |
| Gunnel      | SS-253  | diésel-eléctrico | 20 de agosto de 1942     | Vendido para desguace, diciembre de 1959                                                          |
| Gurnard     | SS-254  | diésel-eléctrico | 18 de septiembre de 1942 | Vendido para desguace, 29 de octubre de 1961                                                      |
| Haddo       | SS-255  | diésel-eléctrico | 9 de octubre de 1942     | Vendido para desguace, 4 de mayo de 1959                                                          |
| Hake        | SS-256  | diésel-eléctrico | 30 de octubre de 1942    | Vendido para desguace, 5 de diciembre de 1972                                                     |
| Harder      | SS-257  | diésel-eléctrico | 2 de diciembre de 1942   | Hundido por barcos enemigos en Dasol Bay, Luzon, 24 de agosto de 1944\|-                          |
| Hoe         | SS-258  | diésel-eléctrico | 16 de diciembre de 1942  | Vendido para desguace, 10 de septiembre de 1960                                                   |
| Jack        | SS-259  | diésel-eléctrico | 6 de enero de 1943       | Transferido a Grecia, 21 de abril de 1958                                                         |
| Lapon       | SS-260  | diésel-eléctrico | 23 de enero de 1943      | Transferido a Grecia, 10 de agosto de 1957                                                        |
| Mingo       | SS-261  | diésel-eléctrico | 12 de febrero de 1943    | Transferido sin modificar a Japón, 15 de agosto de 1955                                           |
| Muskallunge | SS-262  | diésel-eléctrico | 15 de marzo de 1943      | Transferido sin modificar a Brasil, 18 de enero de 1957                                           |
| Paddle      | SS-263  | diésel-eléctrico | 29 de marzo de 1943      | Transferido sin modificar a Brasil, 18 de enero de 1957                                           |
| Pargo       | SS-264  | diésel-eléctrico | 26 de abril de 1943      | Vendido para desguace, 16 de mayo de 1961                                                         |

### ClaseBalao
| Nombre    | Numeral | Tipo             | Entrada en servicio      | Situación                                                                                                 |
| --------- | ------- | ---------------- | ------------------------ | --- |
| Perch     | SS-313  | diésel-eléctrico | 7 de enero de 1944       | Vendido para desguace, 15 de enero de 1973                                                                |
| Shark     | SS-314  | diésel-eléctrico | 14 de febrero de 1944    | Hundido por el destructor japonés Harukaze el 24 de octubre de 1944.                                      |
| Sealion   | SS-315  | diésel-eléctrico | 8 de marzo de 1944       | Hundido como blanco el 8 de julio de 1978.                                                                |
| Barbel    | SS-316  | diésel-eléctrico | 3 de abril de 1944       | Hundido por avión japonés 4 de febrero de 1945.                                                           |
| Barbero   | SS-317  | diésel-eléctrico | 29 de abril de 1944      | Hundido como blanco el 7 de octubre de 1964.                                                              |
| Baya      | SS-318  | diésel-eléctrico | 20 de mayo de 1944       | Vendido para desguace, 12 de octubre de 1973.                                                             |
| Becuna    | SS-319  | diésel-eléctrico | 27 de mayo de 1944       | Barco museo en Filadelfia, 21 de junio de 1976.                                                           |
| Bergall   | SS-320  | diésel-eléctrico | 12 de junio de 1944      | Transferido a Turquía el 18 de octubre de 1958. Vendido a Turquía 15 de febrero de 1973.                  |
| Besugo    | SS-321  | diésel-eléctrico | 19 de junio de 1944      | Transferido a Italia, 31 de mayo de 1966. Retornado para desguace, 20 de junio de 1977.                   |
| Blackfin  | SS-322  | diésel-eléctrico | 4 de julio de 1944       | Hundido como blanco el 13 de mayo de 1973.                                                                |
| Caiman    | SS-323  | diésel-eléctrico | 17 de julio de 1944      | Transferido a Turquía , 30 de junio de 1972.                                                              |
| Blenny    | SS-324  | diésel-eléctrico | 27 de junio de 1944      | Hundido para crear un arrecife artificial en Ocean City, Maryland, 7 de junio de 1989.                    |
| Blower    | SS-325  | diésel-eléctrico | 10 de agosto de 1944     | Transferido a Turquía , 16 de noviembre de 1950.                                                          |
| Blueback  | SS-326  | diésel-eléctrico | 28 de agosto de 1944     | Transferido a Turquía , 2 de mayo de 1948.                                                                |
| Boarfish  | SS-327  | diésel-eléctrico | 28 de agosto de 1944     | Transferido a Turquía , 23 de mayo de 1948. Retornado para desguace, 1 de enero de 1974.                  |
| Charr     | SS-328  | diésel-eléctrico | 23 de septiembre de 1944 | Vendido para desguace, 17 de agosto de 1972.                                                              |
| Chub      | SS-329  | diésel-eléctrico | 21 de octubre de 1944    | Transferido a Turquía, 25 de mayo de 1948. Finalmente devuelto a la custodia de los EE. UU. y desguazado. |
| Brill     | SS-330  | diésel-eléctrico | 26 de octubre de 1944    | Transferido a Turquía, 25 de mayo de 1948.                                                                |
| Bugara    | SS-331  | diésel-eléctrico | 15 de noviembre de 1944  | Se hundió mientras estaba siendo remolcado, 1 de junio de 1971.                                           |
| Bullhead  | SS-332  | diésel-eléctrico | 4 de diciembre de 1944   | Hundido por avión japonés, 6 de agosto de 1945.                                                           |
| Cabezon   | SS-334  | diésel-eléctrico | 30 de diciembre de 1944  | Vendido para desguace, 28 de diciembre de 1971.                                                           |
| Dentuda   | SS-335  | diésel-eléctrico | 30 de diciembre de 1944  | Vendido para desguace, 12 de febrero de 1969.                                                             |
| Capitaine | SS-336  | diésel-eléctrico | 26 de enero de 1945      | Transferido a Italia, 5 de marzo de 1966. Vendido a Italia el 5 de diciembre de 1977 y eliminado.         |
| Carbonero | SS-337  | diésel-eléctrico | 7 de febrero de 1945     | Hundido como blanco en Pearl Harbor, 27 de abril de 1975.                                                 |
| Carp      | SS-338  | diésel-eléctrico | 28 de febrero de 1945    | Vendido para desguace, 26 de julio de 1973.                                                               |
| Catfish   | SS-339  | diésel-eléctrico | 19 de marzo de 1945      | Transferido a Argentina, 1 de julio de 1971, donde sirvió como ARA Santa Fe (S-21).                       |
| Entemedor | SS-340  | diésel-eléctrico | 6 de abril de 1945       | Transferido a Turquía el 31 de julio de 1972; Vendido a Turquía el 1 de agosto de 1973.                   |
| Chivo     | SS-341  | diésel-eléctrico | 28 de abril de 1945      | Transferido a Argentina, 1 de julio de 1971, donde sirvió como ARA Santiago del Estero (S-22).            |
| Chopper   | SS-342  | diésel-eléctrico | 25 de mayo de 1945       | Hundido en Cabo Hatteras, 21 de julio de 1976, mientras se manipula como un objetivo submarino remolcado. |
| Clamagore | SS-343  | diésel-eléctrico | 28 de junio de 1945      | Museo en Charleston SC.                                                                                   |
| Cobbler   | SS-344  | diésel-eléctrico | 8 de agosto de 1945      | Transferido a Turquía , 21 de noviembre de 1973.                                                          |
| Cochino   | SS-345  | diésel-eléctrico | 25 de agosto de 1945     | Hundido por la explosión de las baterías y fuego en Noruega, 26 de agosto de 1949.                        |
| Corporal  | SS-346  | diésel-eléctrico | 9 de noviembre de 1945   | Transferido a Turquía , 21 de noviembre de 1973.                                                          |
| Cubera    | SS-347  | diésel-eléctrico | 19 de diciembre de 1945  | Transferido a Venezuela, 5 de enero de 1972. donde sirvió como ARV Tiburón (S-21).                        |
| Cusk      | SS-348  | diésel-eléctrico | 5 de febrero de 1946     | Vendido para desguace, 26 de junio de 1972.                                                               |
| Diodon    | SS-349  | diésel-eléctrico | 18 de marzo de 1946      | Vendido para desguace, 12 de mayo de 1972.                                                                |
| Dogfish   | SS-350  | diésel-eléctrico | 29 de abril de 1946      | Vendido a Brasil, 28 de julio de 1972.                                                                    |
| Greenfish | SS-351  | diésel-eléctrico | 7 de junio de 1946       | Transferido a Brasil, 19 de diciembre de 1973.                                                            |
| Halfbeak  | SS-352  | diésel-eléctrico | 22 de julio de 1946      | Vendido para desguace, 13 de junio de 1972.                                                               |

### ClaseTench
| Nombre  | Numeral | Tipo             | Entrada en servicio    | Situación                                      |
| ------- | ------- | ---------------- | ---------------------- | ---------------------------------------------- |
| Corsair | SS-435  | diésel-eléctrico | 8 de noviembre de 1946 | Vendido para desguace, 8 de noviembre de 1963. |

### ClaseBarracuda
| Nombre    | Numeral | Tipo             | Entrada en servicio     | Situación                                   |
| --------- | ------- | ---------------- | ----------------------- | ------------------------------------------- |
| Barracuda | SSK-1   | diésel-eléctrico | 10 de noviembre de 1951 | Vendido para desguace, 21 de marzo de 1974. |

### ClaseTang
| Nombre  | Numeral | Tipo             | Entrada en servicio  | Situación                                                                        |
| ------- | ------- | ---------------- | -------------------- | -------------------------------------------------------------------------------- |
| Trigger | SS-564  | diésel-eléctrico | 31 de marzo de 1952  | Transferido a Italia el 10 de julio de 1973.                                     |
| Trout   | SS-566  | diésel-eléctrico | 27 de junio de 1952  | Transferido a Iran el 19 de diciembre de 1978; Desguazado 27 de febrero de 2009. |
| Harder  | SS-568  | diésel-eléctrico | 19 de agosto de 1952 | Vendido a Italia, 1974.                                                          |

### PrototipoNautilus
| Nombre   | Numeral | Tipo              | Entrada en servicio      | Situación                                                                                  |
| -------- | ------- | ----------------- | ------------------------ | ------------------------------------------------------------------------------------------ |
| Nautilus | SSN-571 | nuclear-eléctrica | 30 de septiembre de 1954 | Barco museo desde el 20 de mayo de 1982 como parte del Submarine Force Library and museum. |

### ClaseT-1
| Nombre   | Numeral | Tipo             | Entrada en servicio  | Situación                                     |
| -------- | ------- | ---------------- | -------------------- | --------------------------------------------- |
| Mackerel | SST-1   | diésel-eléctrico | 9 de octubre de 1953 | Hundido como blanco el 18 de octubre de 1978. |

### PrototipoSeawolf
| Nombre  | Numeral | Tipo              | Entrada en servicio | Situación                                                                              |
| ------- | ------- | ----------------- | ------------------- | -------------------------------------------------------------------------------------- |
| Seawolf | SSN-575 | nuclear-eléctrica | 30 de marzo de 1957 | Eliminado mediante el programa de reciclaje de submarinos el 30 de septiembre de 1997. |

### ClaseDarter
| Nombre | Numeral | Tipo             | Entrada en servicio   | Situación                                |
| ------ | ------- | ---------------- | --------------------- | ---------------------------------------- |
| Darter | SS-576  | diésel-eléctrico | 20 de octubre de 1956 | Hundido como blanco, 7 de enero de 1992. |

### ClaseSkate
| Nombre | Numeral | Tipo              | Entrada en servicio     | Situación                                                                        |
| ------ | ------- | ----------------- | ----------------------- | -------------------------------------------------------------------------------- |
| Skate  | SSN-578 | nuclear-eléctrica | 23 de diciembre de 1957 | Eliminado mediante el programa de reciclaje de submarinos el 6 de marzo de 1995. |

### ClaseSkipjack
| Nombre   | Numeral | Tipo              | Entrada en servicio | Situación                                                                                  |
| -------- | ------- | ----------------- | ------------------- | ------------------------------------------------------------------------------------------ |
| Skipjack | SSN-585 | nuclear-eléctrica | 15 de abril de 1959 | Eliminado mediante el programa de reciclaje de submarinos el 1 de septiembre de 1998.      |
| Scorpion | SSN-589 | nuclear-eléctrica | 29 de julio de 1960 | Perdido con la tripulación de 99 el 22 de mayo de 1968; causa del hundimiento desconocida. |

### ClaseGeorge Washington
| Nombre            | Numeral  | Tipo              | Entrada en servicio     | Situación                                                          |
| ----------------- | -------- | ----------------- | ----------------------- | ------------------------------------------------------------------ |
| George Washington | SSBN-598 | nuclear-eléctrica | 30 de diciembre de 1959 | Eliminado mediante el programa de reciclaje de submarinos en 1998. |
| Patrick Henry     | SSBN-599 | nuclear-eléctrica | 11 de abril de 1960     | Eliminado mediante el programa de reciclaje de submarinos en 1997. |

### ClaseTriton
| Nombre | Numeral  | Tipo              | Entrada en servicio     | Situación                                                                             |
| ------ | -------- | ----------------- | ----------------------- | ------------------------------------------------------------------------------------- |
| Triton | SSRN-586 | nuclear-eléctrica | 10 de noviembre de 1959 | Eliminado mediante el programa de reciclaje de submarinos el 30 de noviembre de 2009. |

### ClaseThresher/Permit
| Nombre    | Numeral | Tipo              | Entrada en servicio    | Situación                                                                              |
| --------- | ------- | ----------------- | ---------------------- | -------------------------------------------------------------------------------------- |
| Flasher   | SSN-613 | nuclear-eléctrica | 22 de julio de 1966    | Eliminado mediante el programa de reciclaje de submarinos el 11 de mayo de 1994.       |
| Greenling | SSN-614 | nuclear-eléctrica | 3 de noviembre de 1967 | Eliminado mediante el programa de reciclaje de submarinos el 30 de septiembre de 1994. |
| Gato      | SSN-615 | nuclear-eléctrica | 25 de enero de 1968    | Eliminado mediante el programa de reciclaje de submarinos.                             |

### ClaseLafayette
| Nombre             | Numeral  | Tipo              | Entrada en servicio     | Situación                                                                           |
| ------------------ | -------- | ----------------- | ----------------------- | ----------------------------------------------------------------------------------- |
| Lafayette          | SSBN-616 | nuclear-eléctrica | 23 de abril de 1963     | Eliminado mediante el programa de reciclaje de submarinos el 25 de febrero de 1992. |
| Alexander Hamilton | SSBN-617 | nuclear-eléctrica | 27 de junio de 1963     | Eliminado mediante el programa de reciclaje de submarinos el 28 de febrero de 1994. |
| Nathan Hale        | SSBN-623 | nuclear-eléctrica | 12 de noviembre de 1963 | Eliminado mediante el programa de reciclaje de submarinos el 5 de abril de 1994.    |
| Daniel Webster     | SSBN-626 | nuclear-eléctrica | 9 de abril de 1964      | Convertido en el buque de entrenamiento MTS-626.                                    |

### ClaseJames Madison
| Nombre           | Numeral  | Tipo              | Entrada en servicio  | Situación                                                                           |
| ---------------- | -------- | ----------------- | -------------------- | ----------------------------------------------------------------------------------- |
| Tecumseh         | SSBN-628 | nuclear-eléctrica | 29 de mayo de 1964   | Eliminado mediante el programa de reciclaje de submarinos el 1 de abril de 1994.    |
| Ulysses S. Grant | SSBN-631 | nuclear-eléctrica | 17 de julio de 1964  | Eliminado mediante el programa de reciclaje de submarinos el 23 de octubre de 1993. |
| Casimir Pulaski  | SSBN-633 | nuclear-eléctrica | 14 de agosto de 1964 | Eliminado mediante el programa de reciclaje de submarinos el 21 de octubre de 1994. |

### ClaseBenjamin Franklin
| Nombre            | Numeral  | Tipo              | Entrada en servicio     | Situación                                                                              |
| ----------------- | -------- | ----------------- | ----------------------- | -------------------------------------------------------------------------------------- |
| Benjamin Franklin | SSBN-640 | nuclear-eléctrica | 22 de octubre de 1965   | Eliminado mediante el programa de reciclaje de submarinos el 23 de noviembre de 1993.  |
| Kamehameha        | SSBN-642 | nuclear-eléctrica | 10 de diciembre de 1965 | Eliminado mediante el programa de reciclaje de submarinos el 2 de abril de 2002.       |
| George Bancroft   | SSBN-643 | nuclear-eléctrica | 22 de enero de 1966     | Eliminado mediante el programa de reciclaje de submarinos el 21 de septiembre de 1993. |
| James K Polk      | SSBN-645 | nuclear-eléctrica | 16 de abril de 1966     | Eliminado mediante el programa de reciclaje de submarinos el 8 de enero de 1999.       |
| Henry L Stimson   | SSBN-655 | nuclear-eléctrica | 20 de agosto de 1966    | Eliminado mediante el programa de reciclaje de submarinos el 5 de mayo de 1993.        |
| Francis Scott Key | SSBN-657 | nuclear-eléctrica | 3 de diciembre de 1966  | Eliminado mediante el programa de reciclaje de submarinos el 2 de septiembre de 1993.  |
| Will Rogers       | SSBN-659 | nuclear-eléctrica | 1 de abril de 1967      | Eliminado mediante el programa de reciclaje de submarinos el 12 de abril de 1993.      |

### ClaseSturgeon
| Nombre      | Numeral | Tipo              | Entrada en servicio      | Situación                                                                              |
| ----------- | ------- | ----------------- | ------------------------ | -------------------------------------------------------------------------------------- |
| Sturgeon    | SSN-637 | nuclear-eléctrica | 3 de marzo de 1967       | Eliminado mediante el programa de reciclaje de submarinos el 11 de diciembre de 1995.  |
| Pargo       | SSN-650 | nuclear-eléctrica | 5 de enero de 1968       | Eliminado mediante el programa de reciclaje de submarinos el 15 de octubre de 1996.    |
| Bergall     | SSN-667 | nuclear-eléctrica | 13 de junio de 1969      | Eliminado mediante el programa de reciclaje de submarinos el 29 de septiembre de 1997. |
| Seahorse    | SSN-669 | nuclear-eléctrica | 19 de septiembre de 1969 | Eliminado mediante el programa de reciclaje de submarinos el 30 de septiembre de 1996. |
| Flying Fish | SSN-673 | nuclear-eléctrica | 29 de abril de 1970      | Eliminado mediante el programa de reciclaje de submarinos el 16 de octubre de 1996.    |
| Trepang     | SSN-674 | nuclear-eléctrica | 14 de agosto de 1970     | Eliminado mediante el programa de reciclaje de submarinos el 17 de abril de 2000.      |
| Bluefish    | SSN-675 | nuclear-eléctrica | 8 de enero de 1971       | Eliminado mediante el programa de reciclaje de submarinos el 1 de noviembre de 2003.   |
| Billfish    | SSN-676 | nuclear-eléctrica | 12 de marzo de 1971      | Eliminado mediante el programa de reciclaje de submarinos el 26 de abril de 2000.      |
| Archerfish  | SSN-678 | nuclear-eléctrica | 17 de diciembre de 1971  | Eliminado mediante el programa de reciclaje de submarinos el 6 de noviembre de 1998.   |
| Silversides | SSN-679 | nuclear-eléctrica | 5 de mayo de 1972        | Eliminado mediante el programa de reciclaje de submarinos el 1 de octubre de 2001.     |
| Batfish     | SSN-681 | nuclear-eléctrica | 1 de septiembre de 1972  | Eliminado mediante el programa de reciclaje de submarinos el 22 de noviembre de 2002.  |

### NR-1
| Nombre | Numeral | Tipo              | Entrada en servicio   | Situación                                           |
| ------ | ------- | ----------------- | --------------------- | --------------------------------------------------- |
| NR-1   | -       | nuclear-eléctrica | 27 de octubre de 1969 | Barco museo en base naval de Groton, Connecticut. . |

### ClaseLos Angeles
| Nombre                 | Numeral | Tipo              | Entrada en servicio     | Situación                                                                        |
| ---------------------- | ------- | ----------------- | ----------------------- | -------------------------------------------------------------------------------- |
| Philadelphia           | SSN-690 | nuclear-eléctrica | 25 de junio de 1977     | Sentenciado, para ser eliminado mediante el programa de reciclaje de submarinos. |
| Omaha                  | SSN-692 | nuclear-eléctrica | 11 de marzo de 1978     | Eliminado mediante el programa de reciclaje de submarinos.                       |
| Groton                 | SSN-694 | nuclear-eléctrica | 8 de julio de 1978      | Eliminado mediante el programa de reciclaje de submarinos.                       |
| New York City          | SSN-696 | nuclear-eléctrica | 3 de marzo de 1979      | Sentenciado, para ser eliminado mediante el programa de reciclaje de submarinos. |
| Indianapolis           | SSN-697 | nuclear-eléctrica | 5 de enero de 1980      | Sentenciado, para ser eliminado mediante el programa de reciclaje de submarinos. |
| Bremerton              | SSN-698 | nuclear-eléctrica | 28 de marzo de 1981     | Activo, programado para ser dado de baja en 2019.                                |
| Jacksonville           | SSN-699 | nuclear-eléctrica | 16 de mayo de 1981      | Inactivo, programado para ser dado de baja en 2018.                              |
| Dallas                 | SSN-700 | nuclear-eléctrica | 18 de julio de 1981     | Sentenciado, para ser eliminado mediante el programa de reciclaje de submarinos. |
| La Jolla               | SSN-701 | nuclear-eléctrica | 24 de octubre de 1981   | La conversión a buque de entrenamiento comenzó en el 2015.                       |
| Phoenix                | SSN-702 | nuclear-eléctrica | 19 de diciembre de 1981 | Eliminado mediante el programa de reciclaje de submarinos.                       |
| Boston                 | SSN-703 | nuclear-eléctrica | 30 de enero de 1982     | Eliminado mediante el programa de reciclaje de submarinos.                       |
| Baltimore              | SSN-704 | nuclear-eléctrica | 24 de julio de 1982     | Sentenciado, para ser eliminado mediante el programa de reciclaje de submarinos. |
| City of Corpus Christi | SSN-705 | nuclear-eléctrica | 8 de enero de 1983      | Sentenciado, sometido a desactivación nuclear.                                   |
| Albuquerque            | SSN-706 | nuclear-eléctrica | 21 de mayo de 1983      | Sentenciado, para ser eliminado mediante el programa de reciclaje de submarinos. |
| Portsmouth             | SSN-707 | nuclear-eléctrica | 1 de octubre de 1983    | Sentenciado, para ser eliminado mediante el programa de reciclaje de submarinos. |
| Minneapolis-Saint Paul | SSN-708 | nuclear-eléctrica | 10 de marzo de 1984     | Sentenciado, para ser eliminado mediante el programa de reciclaje de submarinos. |
| Hyman G. Rickover      | SSN-709 | nuclear-eléctrica | 21 de julio de 1984     | Sentenciado, para ser eliminado mediante el programa de reciclaje de submarinos. |
| Augusta                | SSN-710 | nuclear-eléctrica | 19 de enero de 1985     | Sentenciado, para ser eliminado mediante el programa de reciclaje de submarinos. |
| Providence             | SSN-719 | nuclear-eléctrica | 27 de julio de 1985     | Activo, programado para ser dado de baja en 2019.                                |
| Pittsburgh             | SSN-720 | nuclear-eléctrica | 23 de noviembre de 1985 | Activo, programado para ser dado de baja en 2019.                                |
| Louisville             | SSN-724 | nuclear-eléctrica | 8 de noviembre de 1986  | En servicio activo.                                                              |
| Helena                 | SSN-725 | nuclear-eléctrica | 11 de julio de 1987     | En servicio activo.                                                              |
| San Juan               | SSN-751 | nuclear-eléctrica | 6 de agosto de 1988     | En servicio activo.                                                              |
| Pasadena               | SSN-752 | nuclear-eléctrica | 11 de febrero de 1989   | En servicio activo.                                                              |
| Topeka                 | SSN-754 | nuclear-eléctrica | 21 de octubre de 1989   | En servicio activo.                                                              |
| Miami                  | SSN-755 | nuclear-eléctrica | 30 de junio de 1990     | Sentenciado, para ser eliminado mediante el programa de reciclaje de submarinos. |
| Alexandria             | SSN-757 | nuclear-eléctrica | 29 de junio de 1991     | En servicio activo.                                                              |
| Annapolis              | SSN-760 | nuclear-eléctrica | 11 de abril de 1992     | En servicio activo.                                                              |
| Springfield            | SSN-761 | nuclear-eléctrica | 9 de enero de 1993      | En servicio activo.                                                              |
| Columbus               | SSN-762 | nuclear-eléctrica | 24 de julio de 1993     | En servicio activo.                                                              |
| Santa Fe               | SSN-763 | nuclear-eléctrica | 8 de enero de 1994      | En servicio activo.                                                              |
| Hartford               | SSN-768 | nuclear-eléctrica | 10 de diciembre de 1994 | En servicio activo.                                                              |
| Columbia               | SSN-771 | nuclear-eléctrica | 9 de octubre de 1995    | En servicio activo.                                                              |

### ClaseOhio
| Nombre           | Numeral  | Tipo              | Entrada en servicio      | Situación                                                   |
| ---------------- | -------- | ----------------- | ------------------------ | ----------------------------------------------------------- |
| Ohio             | SSGN-726 | nuclear-eléctrica | 11 de noviembre de 1981  | En servicio, convertido en un submarino de misiles crucero. |
| Michigan         | SSGN-727 | nuclear-eléctrica | 11 de septiembre de 1982 | En servicio, convertido en un submarino de misiles crucero. |
| Florida          | SSGN-728 | nuclear-eléctrica | 18 de junio de 1983      | En servicio, convertido en un submarino de misiles crucero. |
| Georgia          | SSGN-729 | nuclear-eléctrica | 11 de febrero de 1984    | En servicio, convertido en un submarino de misiles crucero. |
| Henry M. Jackson | SSBN-730 | nuclear-eléctrica | 16 de octubre de 1984    | En servicio activo.                                         |
| Alabama          | SSBN-731 | nuclear-eléctrica | 25 de mayo de 1985       | En servicio activo.                                         |
| Alaska           | SSBN-732 | nuclear-eléctrica | 25 de enero de 1986      | En servicio activo.                                         |
| Nevada           | SSBN-733 | nuclear-eléctrica | 16 de agosto de 1986     | En servicio activo.                                         |
| Tennessee        | SSBN-734 | nuclear-eléctrica | 17 de diciembre de 1988  | En servicio activo.                                         |
| Pennsylvania     | SSBN-735 | nuclear-eléctrica | 9 de septiembre de 1989  | En servicio activo.                                         |
| West Virginia    | SSBN-736 | nuclear-eléctrica | 20 de octubre de 1990    | En servicio activo.                                         |
| Kentucky         | SSBN-737 | nuclear-eléctrica | 13 de julio de 1991      | En servicio activo.                                         |

### ClaseSeawolf
| Nombre       | Numeral | Tipo              | Entrada en servicio     | Status              |
| ------------ | ------- | ----------------- | ----------------------- | ------------------- |
| Seawolf      | SSN-21  | nuclear-eléctrica | 19 de julio de 1997     | En servicio activo. |
| Connecticut  | SSN-22  | nuclear-eléctrica | 11 de diciembre de 1998 | En servicio activo. |
| Jimmy Carter | SSN-23  | nuclear-eléctrica | 19 de febrero de 2005   | En servicio activo. |

### ClaseVirginia
| Nombre        | Numeral | Tipo              | Entrada en servicio   | Situación           |
| ------------- | ------- | ----------------- | --------------------- | ------------------- |
| Virginia      | SSN-774 | nuclear-eléctrica | 23 de octubre de 2004 | En servicio activo. |
| Hawaii        | SSN-776 | nuclear-eléctrica | 5 de mayo de 2007     | En servicio activo. |
| New Hampshire | SSN-778 | nuclear-eléctrica | 25 de octubre de 2008 | En servicio activo. |
| Missouri      | SSN-780 | nuclear-eléctrica | 31 de julio de 2010   | En servicio activo. |
| Mississippi   | SSN-782 | nuclear-eléctrica | 2 de junio de 2012    | En servicio activo. |
| North Dakota  | SSN-784 | nuclear-eléctrica | 25 de octubre de 2014 | En servicio activo. |
| Illinois      | SSN-786 | nuclear-eléctrica | 29 de octubre de 2016 | En servicio activo. |
| Colorado      | SSN-788 | nuclear-eléctrica | 17 de marzo de 2018   | En servicio activo. |
| South Dakota  | SSN-790 | nuclear-eléctrica | 2 de febrero de 2019  | En servicio activo. |